# Squatina dumeril
Squatina dumeril е вид акула от семейство Морски ангели (Squatinidae).

## Разпространение и местообитание
Видът е разпространен във Венецуела, Мексико (Веракрус, Кампече, Кинтана Ро, Табаско, Тамаулипас и Юкатан), Никарагуа, САЩ (Алабама, Вирджиния, Делауеър, Джорджия, Кънектикът, Луизиана, Масачузетс, Мейн, Мериленд, Мисисипи, Ню Джърси, Ню Йорк, Ню Хампшър, Род Айлънд, Северна Каролина, Тексас, Флорида и Южна Каролина) и Ямайка.
Обитава крайбрежията и пясъчните дъна на океани, морета и заливи. Среща се на дълбочина от 1000 до 1289 m, при температура на водата от 3,8 до 24,3 °C и соленост 32,9 – 36,5 ‰.

## Описание
На дължина достигат до 1,5 m.